# Condado de Gamio
El condado de Gamio es un título nobiliario español creado por el 
rey Alfonso XIII en favor de María Josefa de Goyeneche y Gamio, duquesa pontificia de Goyeneche, mediante real decreto del 14 de diciembre de 1925 y despacho expedido el 22 de mayo de 1926.

## Condes de Gamio
|                           | Titular                                       | Periodo                   |
| Creación por Alfonso XIII | Creación por Alfonso XIII                     | Creación por Alfonso XIII |
| ------------------------- | --------------------------------------------- | ------------------------- |
| I                         | María Josefa de Goyeneche y Gamio             | 1926-1926                 |
| II                        | Lorenzo de Goyeneche y de la Puente           | 1930-1939                 |
| III                       | María de los Dolores de Goyeneche y Silva     | 1950-2006                 |
| IV                        | María Juana Vázquez de Velasco y de Goyeneche | 2007-hoy                  |

## Historia de los condes de Gamio
- María Josefa de Goyeneche y Gamio (m. 22 de diciembre de 1926), I condesa de Gamio, duquesa pontificia de Goyeneche, dama noble de la Orden de María Luisa.[1]

Sin descendientes. El 8 de junio de 1930 le sucedió su sobrino, hijo de su hermano Juan Mariano de Goyeneche y Gamio, III conde de Guaqui, que había casado con Juana de la Puente y Risco Arias de Saavedra, marquesa de Villafuerte:
- Lorenzo de Goyeneche y de la Puente (m. Biarritz, Francia, 30 de septiembre de 1939), II conde de Gamio.[1]

Casó con María del Carmen de Silva. El 20 de junio de 1950 le sucedió su hija:
- María de los Dolores de Goyeneche y Silva, III condesa de Gamio.[1]

Casó con Rodolfo Vázquez de Velasco y Pflucker. Murió en Madrid, el 3 de mayo de 2006. El 24 de julio de 2007, previa orden del 22 de junio del mismo año para que se expida la correspondiente carta de sucesión (BOE del 7 de julio), le sucedió su hija:
- María Juana Vázquez de Velasco y de Goyeneche, IV condesa de Gamio.[5]

Casó con Francisco de Asís Greus y Romero de Tejada.